# Caravaca de la Cruz (Gerichtsbezirk)
Der Gerichtsbezirk Caravaca de la Cruz ist einer der elf Gerichtsbezirke in der autonomen Gemeinschaft Murcia.
Der Bezirk umfasst 4 Gemeinden auf einer Fläche von 2.298,52 km² mit dem Hauptquartier in Caravaca de la Cruz.

## Gemeinden
| Gemeinde                           | Einwohner (2024) | Fläche km² | Dichte Einw./km² | Cod INE | Postleitzahl |
| ---------------------------------- | ---------------- | ---------- | ---------------- | ------- | ------------ |
| Calasparra                         | 10.286           | 184,90     | 56               | 30013   | 30420        |
| Caravaca de la Cruz                | 25.996           | 859,51     | 30               | 30015   | 30400        |
| Cehegín                            | 14.476           | 299,29     | 48               | 30017   | 30430        |
| Moratalla                          | 7.593            | 954,82     | 8                | 30028   | 30440        |
| Gerichtsbezirk Caravaca de la Cruz | 58.351           | 2.298,52   | 25               | –       | –            |